# المجمع المغلق أكتوبر-ديسمبر 1590
المجمع المغلق أكتوبر-ديسمبر 1590 هو المجمع الموكول بانتخاب بابا الكنيسة الكاثوليكية الجديد بعد استقالة البابا. انعقد مجمع الكرادلة لانتخاب البابا الجديد بدءًا من
8 أكتوبر 1590 وانتهى في 5 ديسمبر 1590. انتُخبَ غريغوري الرابع عشر ليكون البابا الجديد للكنيسة.
عُقدَ المجمع في الفاتيكان .